# Telechatka
Telechatka (ang. telecottage) – zazwyczaj placówka funkcjonująca w oparciu o dobrowolną pracę społeczności lokalnej, która ma wspomagać nauczanie, dostęp do technologii, dostęp do pracy i innych zajęć dla jej założycieli.
Ruch Telechatek rozpoczął się w Szwecji. Idea szybko rozpowszechniła się zwłaszcza w Wielkiej Brytanii, gdzie w 1997 roku było już około 200 telechatek.